# バーチャルさんはみている
『バーチャルさんはみている』 (VIRTUALSAN - LOOKING) は、リド制作の日本のテレビアニメ作品。2019年1月9日から3月27日までTOKYO MXにて放送された。ニコニコ生放送（および実験放送）、Periscopeでは放送前のカウントダウン番組と合わせてライブ配信をしている。製作・著作および番組スポンサーはドワンゴ。30人以上のバーチャルYouTuberが登場するオムニバス形式の作品である。

## レギュラーキャスト
並びは公式サイトに準拠している。

### バーチャルリアル
本作オリジナルのスペシャルユニット。オープニング・エンディングトークおよびオープニングテーマ（第7 - 12話（第2クール））の歌唱を担当する。
- ミライアカリ
- 電脳少女シロ
- 猫宮ひなた
- 月ノ美兎
- ヒメヒナ
  - 田中ヒメ
  - 鈴木ヒナ

### その他のレギュラーキャスト
- ゲーム部プロジェクト
  - 夢咲楓
  - 風見涼
  - 桜樹みりあ
  - 道明寺晴翔
- シスター・クレア
- ときのそら
- ばあちゃる
- バーチャルゴリラ
- ピーナッツくん
- 富士葵
- ヤミクモケリン
- 大鳥こはく（声 - 角元明日香）
- バーチャルグランドマザー小林幸子

- 百花繚乱（カウントダウン番組・実験放送のみにMC出演）

## コーナー
カウントダウンを除く並びはコーナーの挿入順（毎話固定）。アイキャッチでは出演者によるタイトルコールが行われる。
OA前カウントダウン・OA後アフタートーク
インターネット配信サイトのニコニコ生放送（および実験放送）、Periscopeで、テレビオンエア前後に行われる生放送。基本的にフリートークとなっている。
ライブ配信にはVirtual Castを使用しており、OA中を除き視聴者もコメントやイラスト、Vギフトを贈ることができる。実験放送のゲーム機能で遊ぶこともある。
オンエア後のアフタートークは実験放送で行われる。実験放送中には第7話まで『つりっくま』のコラボゲームが楽しめ、富士葵が釣り人、バーチャルゴリラがアイテムとして登場する。第8話から『ねらえ!パーフェクトバッティング』のコラボゲームがプレイできる。
各話のゲストに関しては#各話リストの「カウントダウン 実験放送」を参照。
導入コーナー
ばあちゃるとピーナッツくんによるトークコーナー。第1話ではピーナッツくんは出演せず、ばあちゃるがバーチャルリアルに関しての解説を行った。
その後、「光立バチャル学生寮」にて、バーチャルリアルによるシチュエーション付きの番組開始のコールが行われる。
バーチャルリアルはみていた
第7話より開始の短編ストーリー。オープニングに登場していた都市部の様な舞台やロボが登場する。ロボとモブ達の声は宮坂俊蔵。
放課後Vタイム
第7話に放送。バーチャルリアルのトークコーナー。映像特典にも収録。
VIRTUAL WARS
第1 - 6・9・10話に放送。ゲーム部プロジェクトによる宇宙戦争風のコーナー。
第9・10話ではケリンスレイヤーとコラボし、タイトルも『VIRTUAL ケリンスレイヤー WARS』となった。
バーチャルグランドマザー
第1 - 10・12話に放送。バーチャルグランドマザー小林幸子が関連する話を交えて四字熟語・諺・慣用句を解説するコーナー。第10話にはばあちゃるが出演した。
レッツゴー!教室
第1・2・4・8・11話に放送。バーチャルリアルが『新世紀エヴァンゲリオン』の第3新東京市立第壱中学校の女子制服を着て出演するコーナー。バーチャルリアルが雑談をしていると、教室ごと何処かへワープしてしまうという展開が繰り広げられる。第1・4・8話にはピーナッツくん、第11話にはばあちゃるが出演した。
バーチャルレディオ
第5・6話に放送。猫宮ひなたがDJとなり曲を紹介するコーナー。曲に関しては#主題歌を参照。
富士アオイ公園
サファリを思わせる風景を舞台に、富士葵とバーチャルゴリラによるトークコーナー。第7話にはピーナッツくん、第8話にはピンクゴリラ（妹）、第9話にはばあちゃるも出演した。
てーへんだ!アカリちゃん
田中ヒメが持ち込んだ第三者の悩み相談に対し、ミライアカリが答えるコーナー。コーナー冒頭には当初は田中が家を吹き飛ばす演出がなされていたが、第4話以降はアレンジが加えられ吹き飛ばされなくなった。また、コーナーの途中でミライの心の中に視点が切り替わり、ココロヤミとヒカリという彼女の心の中の存在が現れ口論をし始めるが、結局は2人ともミライに結論を委ねて去って行く。その後、最終的に壮大で大周りな回答とその解説を行う。第6話にはピーナッツくん、第7 - 12話にはもちひよこと届木ウカも出演した。
第10話以降は田中の代役として、第10・11話に月ノ美兎、第12話に猫宮ひなたが出演した。
ひなたちゃんは登校中
猫宮ひなたが登校中にバトルロイヤルゲーム等の妄想に耽るコーナー。第1・4話にはミライアカリ、第10話にはばあちゃる、第11話には田中ヒメ、月ノ美兎も出演した。
うんちく横丁
電脳少女シロがうんちくを披露するコーナー。シロは居酒屋の大将の役で、居酒屋を訪れた客役が彼女にうんちくを注文するという流れで進行する。その他、台詞の無い背景の客役が存在し、通常はばあちゃるが演じているが、特別出演枠として第1・8・12話では鶴巻和哉、第3話では加藤一二三が演じた。各話の注文客に関しては#各話リストの「うんちく横丁」を参照。
みんなのバーチャルさんはみている
公式サイトに投稿された、『カスタムキャスト』で制作されたキャラクターを紹介するコーナー。第1話には同話の特別出演枠である鶴巻和哉が制作したキャラクターが紹介された。
委員長、3時です。
月ノ美兎の2択の質問に対し、他のにじさんじのメンバー1人が答えるコーナー。第12話にはバーチャルゴリラのイラストが登場した。各話のメンバーに関しては#各話リストの「委員長、3時です。」を参照。
ユニティちゃんはコロがりたい
ユニティちゃんこと、大鳥こはくが出演するコーナー。基本的な舞台は様々な道具が収められた倉庫内のスタジオ（曰く遊び場）。第7話にはバーチャルゴリラも出演した。
当コーナーはジェムドロップが制作している。
ケリンスレイヤー
ヒメヒナとヤミクモケリンによるロールプレイングゲーム風のコーナー。第1話は諸般の事情により静止画・絵コンテで放送され、第2話で完成版が放送された。第2・3・5 - 7・12話にはえる、第3・4話にはバーチャルゴリラ、第12話は月ノ美兎も出演した。
第9・10話ではVIRTUAL WARSとコラボし、タイトルも『VIRTUAL ケリンスレイヤー WARS』となった。
聞いてよしすたぁ!
シスター・クレアがときのそらの悩み（質問）に答えるコーナー。コーナー冒頭にはばあちゃるが登場するが、毎話直後に飛び込んで来るときのに吹き飛ばされ、壁に叩きつけられる。その際の体勢は毎話異なる。
エンディング前お便りコーナー
第1 - 11話に放送。バーチャルリアルが読み上げたお便りの内容に応じたショートトークなどを実施。パッケージ版ではディレクターズカット版が映像特典として収録。
次回予告
第1 - 11話に放送。本編に登場していないバーチャルYouTuberによるショートトークおよび次回タイトル告知。バックにはバーチャルリアルの何らかのアクションが流れる。各話の次回予告の担当に関しては#各話リストの「次回予告」を参照。

## スタッフ
- 監督 - 阿部大護
- 助監督 - 鎌田大志
- 構成 - ゆーやん、因幡大佑、ちゃんこ、ふかわげんき、山崎博
- 音楽 - 中田ヤスタカ
- 統括プロデューサー - 横澤大輔
- 制作プロデューサー - 鈴木慎之介
- キャスティングプロデューサー - 織本五郎清健
- OPパート
  - 絵コンテ・演出 - 近藤信宏
  - キャラクターデザイン - 中山初絵
  - 動画 - 辻村美樹、EMTスクアード、伊澤萌南、すたじおかぐら、富田美穂子、水口貴善、小谷瞳美、下平夕子
  - 色彩設計 - 工藤麻里子
  - 仕上 - 舟田圭一、岡田絵美子、すたじおかぐら、井浦祥子、利根川友紀、安藤佳奈恵、福田友里恵、佐藤恭子
  - 制作担当 - 飯島弘志
  - 制作進行 - 東海林智
  - アニメーション制作 - ブリッジ
  - コンセプト・美術監督 - 岡田有章
- MC SV - 富永竜二
- MC アクター手配 - 活劇座
- MC アクター - 細川桃仁、川名優子
- 収録サポート - 神戸豊、DEC
- 背景3D協力 - 関口雅人
- マネージメント・プロデュース - 佐藤芽生子
- 制作サポート - 永井美智子
- OpenToonzエンジニア - 岩沢駿
- CGディレクター - 林成輝
- SV・コンポジット - 佐藤浩一郎
- アニメーションSV - 藤中修一
- アニメーション - 簗島佳見
- エフェクト・アニメーション - 田中孝司
- アニメーション・セットアップ - 島崎佳樹
- モデリング・アニメーション - 前澤友理恵
- CGSV - 松野美茂
- 音響監督 - 大山徹也
- プロダクションSV - 小室泰樹
- 音楽 - 高橋良典、高山淳、岡島俊治
- 制作デスク - 黒澤大樹
- エヴァンゲリオン衣装協力 - カラー
- アイデア協力 - 庵野秀明
- 製作協力 - 荒木隆司
- 統括SV - 太田豊紀
- 企画 - 川上量生
- アニメーション制作 - リド
- 製作・著作 - ドワンゴ

バーチャルリアルはみていた
- 絵コンテ・演出 - 近藤信宏（ブリッジ）
- 脚本 - 竹内利光
- コンセプト・美術監督 - 岡田有章

## 主題歌
オープニングテーマの作詞・作曲・編曲は中田ヤスタカ。
「AIAIAI（feat.中田ヤスタカ）」
キズナアイによる第1 - 6話（第1クール）のオープニングテーマ。
「あいがたりない（feat.中田ヤスタカ）」
バーチャルリアルによる第7 - 12話（第2クール）のオープニングテーマ。第12話では長尺版がエンディングテーマとして、ダンス映像とともに使用。
「ヒトガタ」
HIMEHINA（田中ヒメ+鈴木ヒナ）によるエンディングテーマ。作詞はゴゴ、作曲・編曲は南田健吾。第12話では実験放送にて使用。
「ミライトミライ」
ミライアカリによる第5話のバーチャルレディオ使用曲。作詞はミライアカリ&ナユタン星人、作曲はナユタン星人、編曲はナユタン星人&ゆとり、動画は三重の人。
「まるでゴリラ」
バーチャルゴリラによる第6話のバーチャルレディオ使用曲。作詞・作曲・編曲は卓球少年。

## 各話リスト
サブタイトルのみならず、各話のゲストキャストもコーナー別に本項に記載する。実験放送はニコニコ生放送で配信。
| 話数 | サブタイトル                 | うんちく横丁                    | 委員長、 3時です。 | 次回予告                                    | カウントダウン 実験放送                                |
| ---- | ---------------------------- | ------------------------------- | ------------------ | ------------------------------------------- | ------------------------------------------------------ |
| #1   | バーチャルさん誕生           | 月ノ美兎                        | 剣持刀也           | もちひよこ                                  | バーチャルリアル                                       |
| #2   | 伝説の秘薬、あ・・身体が熱い | ミライアカリ                    | 樋口楓             | ふくやマスター                              | もちひよこ 届木ウカ ピーナッツくん 甲賀流忍者!ぽんぽこ |
| #3   | リア充爆発、ゴリラ爆走       | ヒメヒナ （田中ヒメ、鈴木ヒナ） | 物述有栖           | 竜胆尊                                      | える アメリカザリガニ                                  |
| #4   | 炸裂！極大魔法ブチトバ       | 富士葵                          | 家長むぎ           | ロボ子さん                                  | アメノセイ 燦鳥ノム 天神子兎音                         |
| #5   | 道草食べねば生きられぬ！     | 夢咲楓 桜樹みりあ               | える               | ウェザーロイド typeA Airi（ポン子）         | ロボ子さん ときのそら                                  |
| #6   | ピーピーダンスフェスティバル | 金剛いろは                      | 静凛               | 北上双葉 ヤマトイオリ                       | ウェザーロイド Airi（ポン子） 富士葵                   |
| #7   | おれは塩味                   | カルロ・ピノ                    | 剣持刀也           | 赤羽葉子                                    | バーチャルリアル                                       |
| #8   | シロいナミダ                 | ときのそら                      | 樋口楓             | 月夜ソラ                                    | 神楽すず もこ田めめめ ヤマトイオリ                     |
| #9   | 流転する婆ぁの魂             | 剣持刀也                        | 物述有栖           | KMNZ （LITA、LIZ）                          | 月夜ソラ ふくやマスター 竜胆尊 赤羽葉子                |
| #10  | 時の流れに馬まかせ           | 北上双葉                        | 家長むぎ           | カルロ・ピノ 神楽すず                       | バーチャルゴリラ 響木アオ                              |
| #11  | ババ                         | 猫宮ひなた                      | える               | おめがシスターズ （おめがレイ、おめがリオ） | 北上双葉 夜桜たま 花京院ちえり                         |
| #12  | さらばバーチャルさん         | ばあちゃる                      | 静凛               | -                                           | バーチャルリアル                                       |

## 放送局
| 放送期間               | 放送時間                     | 放送局   | 対象地域 | 備考 |
| ---------------------- | ---------------------------- | -------- | -------- | ---- |
| 2019年1月9日 - 3月27日 | 木曜 0:00 - 0:30（水曜深夜） | TOKYO MX | 東京都   |      |

| 配信期間               | 配信時間   | 配信サイト             | 備考 |
| ---------------------- | ---------- | ---------------------- | --- |
| 2019年1月9日 - 3月27日 | 水曜 24:00 | ニコニコ生放送         | 本放送前カウントダウン番組（23:00-24:00）あり。 「実験放送」ではOA後のアフタートーク（24:27-25:00）あり。 |
|                        |            | Periscope              | 実験放送でのアフタートークを除き、同上。                                                                  |
|                        | 水曜 24:30 | ニコニコ動画           | |
|                        |            | dアニメストア          | |
| 2019年1月10日 -        | 木曜 12:00 | U-NEXT                 | |
|                        |            | アニメ放題             | |
| 2019年1月11日 -        | 金曜 12:00 | Amazonプライム・ビデオ | |
| 2019年1月25日 -        |            | バンダイチャンネル     | 初回は第1話 - 第3話を同時配信。                                                                           |
|                        |            | YouTube                | |
|                        |            | アクトビラ             | |
|                        |            | TSUTAYA TV             | |
|                        |            | HAPPY動画              | |
| 2019年1月26日          | 土曜 0:00  | ビデオパス             | 初回は第1話 - 第3話を同時配信。                                                                           |
|                        |            | J:COMオンデマンド      | 初回は第1話 - 第3話を同時配信。                                                                           |
|                        |            | milplus                | 初回は第1話 - 第3話を同時配信。                                                                           |

## Blu-ray
| 巻数  | 発売日        | 収録話          | 規格品番  |
| ----- | ------------- | --------------- | --------- |
| 第1巻 | 2019年3月27日 | 第1話 - 第2話   | KAXA-7721 |
| 第2巻 | 2019年3月27日 | 第3話 - 第4話   | KAXA-7722 |
| 第3巻 | 2019年4月24日 | 第5話 - 第6話   | KAXA-7723 |
| 第4巻 | 2019年4月24日 | 第7話 - 第8話   | KAXA-7724 |
| 第5巻 | 2019年5月24日 | 第9話 - 第10話  | KAXA-7725 |
| 第6巻 | 2019年5月24日 | 第11話 - 第12話 | KAXA-7726 |

## イベント
トーク&LIVEイベント バーチャルさんがいっぱい
2019年4月27日、4月28日に『ニコニコ超会議2019』で開催のファンミーティング&LIVEイベント。
参加VTuber
- ミライアカリ
- 電脳少女シロ
- 猫宮ひなた
- 月ノ美兎
- 田中ヒメ
- 鈴木ヒナ
- アメノセイ
- 犬山たまき
- かしこまり
- 花譜
- 木曽あずき
- KMNZ

- 剣持刀也
- 燦鳥ノム
- 静凛
- 天神子兎音
- ときのそら
- 名取さな
- 猫乃木もち
- ばあちゃる
- バーチャルゴリラ
- 樋口楓
- 富士葵
- 八重沢なとり

セットリスト
- 「あいがたりない（feat. 中田ヤスタカ）」
- 「あいでん×あいどんのう」
- 「愛のメディスン」
- 「アクセル」
- 「アスノヨゾラ哨戒班」
- 「いーあるふぁんくらぶ」
- 「エンヴィキャットウォーク」
- 「Os-宇宙人」
- 「オレンジ」
- 「響鳴」
- 「檄!帝国華撃団」
- 「甲賀忍法帖」
- 「ゴーストルール」
- 「コネクト」
- 「シャルル」
- 「千本桜」
- 「創聖のアクエリオン」
- 「空色デイズ」
- 「それがあなたの幸せとしても」
- 「太陽系デスコ」
- 「ダンシング☆サムライ」
- 「ダンスロボットダンス」

- 「天樂」
- 「東京テディベア」
- 「ドラマツルギー」
- 「dream triangle」
- 「脳漿炸裂ガール」
- 「拝啓ドッペルゲンガー」
- 「はじまりの音」
- 「ハレ晴れユカイ」
- 「ヒビカセ」
- 「ヒトガタ」
- 「VR - Virtual Reality」
- 「ブリキノダンス」
- 「まるでゴリラ」
- 「Mr.Music」
- 「ミライトミライ」
- 「未練レコード」
- 「めざせポケモンマスター」
- 「ラプンツェル」
- 「LUVORATORRRRRY!」
- 「ルーティン」
- 「レッツゴー！陰陽師」
- 「惑星ループ」

### 詳細発表特番
【電脳少女シロ出演】リアルイベント「バーチャルさんがいっぱい」詳細発表特番
2019年2月21日にニコニコ生放送、Watch LIVEで配信。出演は電脳少女シロ、松澤千晶。